# Sandra Keller
Sandra Keller (Königs Wusterhausen, 10 augustus 1973) is een Duitse actrice.
Bij het Duitse publiek is Keller vooral bekend door haar rol als Tina Ullrich in de soapserie Gute Zeiten, Schlechte Zeiten. Sandra speelde de rol tussen 1992 en 1996. In april 1996 stond Keller op de cover van de Duitse Playboy. Na haar vertrek uit GZSZ kreeg Keller een hoofdrol in Frauenartz Dr. Markus Merthin, waarin zij de rol van Claudia speelde. In 2005 was Sandra opnieuw te zien in een soap, deze keer in Sturm der Liebe. Keller speelde tijdens de opstart enkele keren de rol van Sarah. 
Tussen 2007 en 2008 speelde ze de rol van Susanne Kiersch in Die Anrheiner.

## Filmografie
- 1992–1996: Gute Zeiten, schlechte Zeiten (1023 afleveringen)
- 1997: Matadore (tv-film)
- 1997: Frauenarzt Dr. Markus Merthin (20 afleveringen)
- 1998: Wolffs Revier (1 aflevering)
- 1998: Berlin Berlin (korte film)
- 1998: Polizeiruf 110 – Rot ist eine schöne Farbe
- 1999: Der letzte Zeuge – Der Weg zur Hölle (1 aflevering)
- 1999: Die Strandclique (1 aflevering)
- 1999: Lexx – The Dark Zone (1 aflevering)
- 2001–2002: S.O.S. Barracuda (4 afleveringen)
- 2000: Küstenwache (1 Episode)
- 2000: Heimliche Küsse – Verliebt in ein Sex-Symbol (tv-film)
- 2000: Für alle Fälle Stefanie (1 aflevering)
- 2001: Ein Fall für zwei (1 aflevering)
- 2001: Der Landarzt (1 aflevering)
- 2001, 2002–2003: Marienhof (226 afleveringen)
- 2002: Berlin, Berlin (2 afleveringen)
- 2002: Inspektor Rolle: Top oder Flop (1 aflevering)
- 2005: Sturm der Liebe (3 afleveringen)
- 2007–2008: Die Anrheiner (50 afleveringen)